# Verchnjaja Ljubovša
Verchnjaja Ljubovša (in russo Верхняя Любовша?) è un villaggio russo.